# 6883 Hiuchigatake
A 6883 Hiuchigatake (ideiglenes jelöléssel 1996 AF) a Naprendszer kisbolygóövében található aszteroida. Kobajasi Takao fedezte fel 1996. január 10-én.